# Abdalla Boos
Pour les articles homonymes, voir Boos.
Abdalla Boos est un homme politique somalien. Il est blessé lors d'une fusillade le 23 mai 2015.